# Zimbabwe Broadcasting Corporation
La Zimbabwe Broadcasting Corporation (ZBC) est le nom de la compagnie de radio-télédiffusion nationale zimbabwéenne. Elle succède en 1980 à l'éphémère Zimbabwe Rhodesia Broadcasting Corporation (ZRBC), laquelle avait elle-même remplacé la Rhodesian Broadcasting Corporation (RBC) en 1979.
Cette compagnie d'état gérant une chaîne de télévision et quatre stations de radio est parfois critiquée pour la place prépondérante qu'elle donne aux positions officielles du gouvernement.

## Radio
La Zimbabwe Broadcasting Corporation propose quatre stations de radio qui sont toutes diffusées dans la capitale, Harare, de même que dans les principales villes du pays. 
Radio Zimbabwe est la plus importante station de radio du pays, et l'une des seules à être diffusées sur l'ensemble du territoire national, y compris les zones les plus reculées. Émettant en anglais, shona et ndébélé du Zimbabwe, c'est un média généraliste. 
National FM est le nom de la seconde station de la ZBC. Tout comme Radio Zimbabwe, c'est une station à caractère généraliste, destinée avant tout aux minorités nationales.
3FM est une station de radio destinée aux jeunes générations. Accordant une place prépondérante à la musique contemporaine, elle émet principalement en anglais. 
Spot FM est le nom de la quatrième station de radio publique. Média à vocation informatif, cette station de radio accorde une place importante à l'information et au sport.

## Télévision
La Rhodésie du Sud (ancien nom du Zimbabwe) est l'un des premiers pays africains à se doter d'une chaîne de télévision. Les premières émissions de la Rhodesian Broadcasting Corporation débutent en 1960 : à cette époque, seules les principales agglomérations sont couvertes.
En 1984, les émissions en noir et blanc laissent la place à la couleur. Deux ans plus tard, en 1986, la seconde chaîne de télévision de la ZBC est lancée à Harare. Cette dernière est remplacée en 1997 par la chaîne de télévision indépendante Joy TV, laquelle cesse d'émettre en 2002.

## Programmes
La télévision nationale est principalement diffusée en anglais, shona et ndébélé du Zimbabwe. L'antenne est partagée entre émissions d'information, séries à succès et clips traditionnels.